# Норк-Мараш
Норк-Мара́ш (арм. Նորք-Մարաշ վարչական շրջան) — один из 12 районов Еревана, столицы Армении. Район расположен к востоку от центра города. Район имеет границу с районом Кентрон с запада и севера, Нор Норком с востока и Эребуни с юга. Название района происходит от района Норк в Ереване и древнего города Мараш в Турции.
Район образован в 1996 году путем слияния микрорайонов Норк и Нор Мараш (в переводе Новый Мараш). Он имеет площадь 4 км² и населением 11 800 человек (по данным переписи 2016 г.), таким образом, Норк-Мараш занимает предпоследнее место среди районов Еревана по населению и последнее по площади.

## История
В начале 20 века на территории Норка, в Ахвесадзоре и Бердадзоре сохранились руины урартской крепости. Сохранились также глиняные печи, в которых изготавливали глиняные горшки. Старое население Норка занималось обжигом глины и из-за этого тюркоязычные князья назвали деревню Чолмекджи, то есть поселение гончаров. Выйдя из-под персидского владычества и войдя в состав Российской империи, Норк вошел в состав Ереванского округа, но по желанию жителей 22 мая 1837 года был присоединен к городу Еревану в качестве отдельного округа. Причина заключалась в том, что село было экономически связано с городом, и жителям было трудно выполнять повинности и услуги, возложенные на жителей провинции, и платить все налоги.

## Улицы и достопримечательности

### Главные улицы
- улица Гарегина Овсепяна
- улица Арменака Арменакяна
- улица Саркиса Багдасаряна

### Достопримечательности
- Церковь Святой Богородицы, открытая в 1995 году.
- Общественное телевидение Армении и Ереванская телебашня.

## Галерея

Норк-Мараш
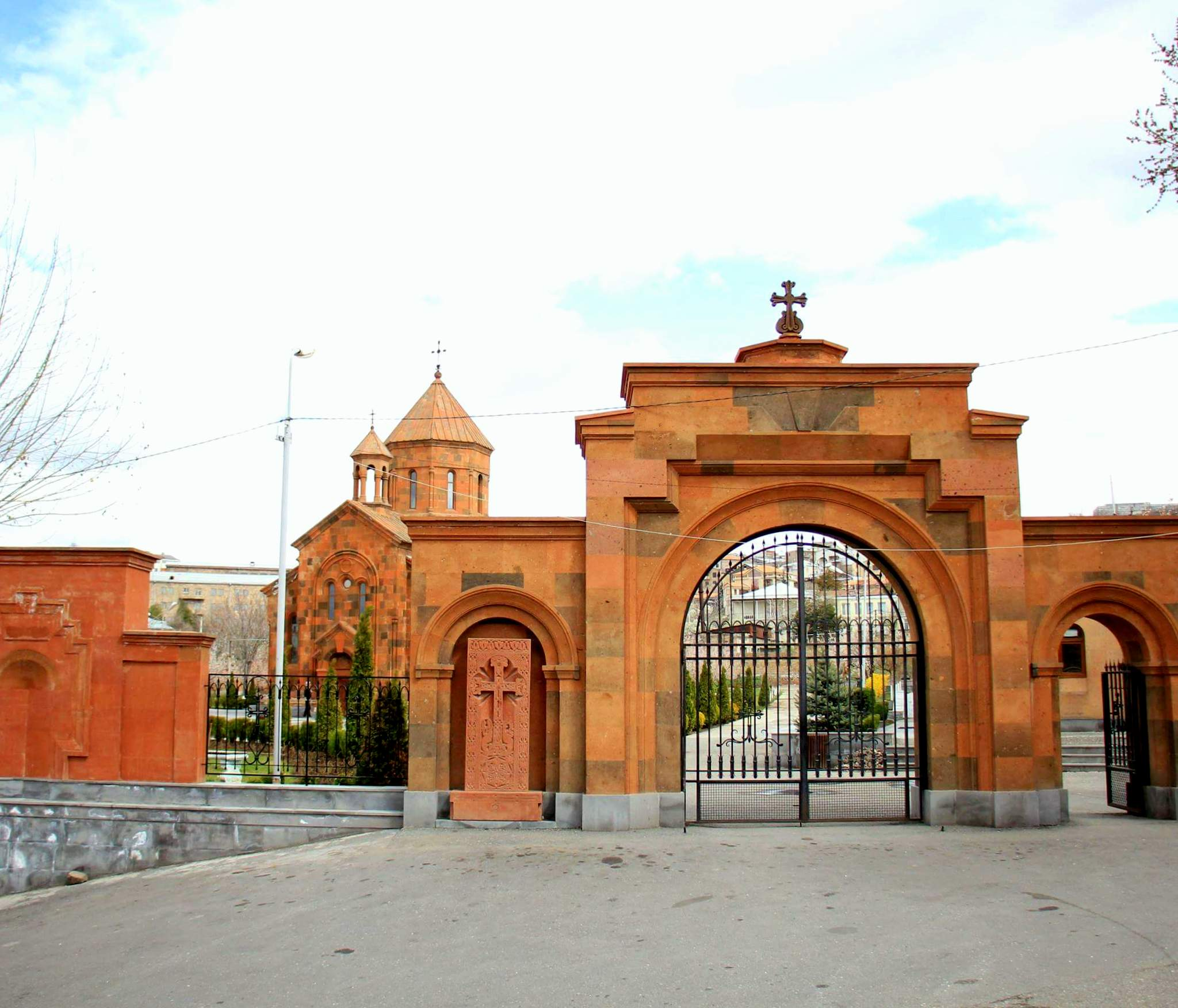
Церковь Святой Богородицы
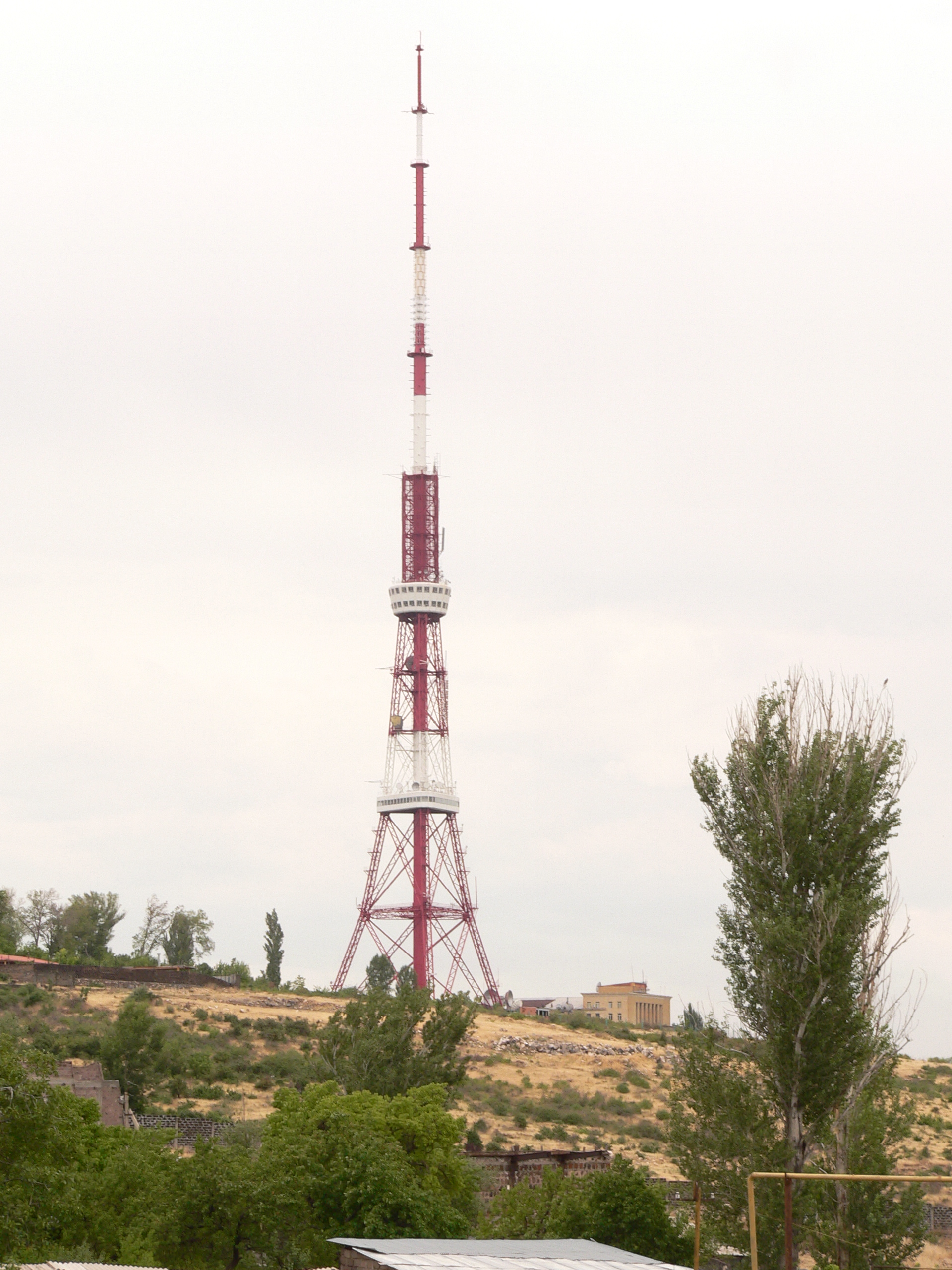
Ереванская телебашня
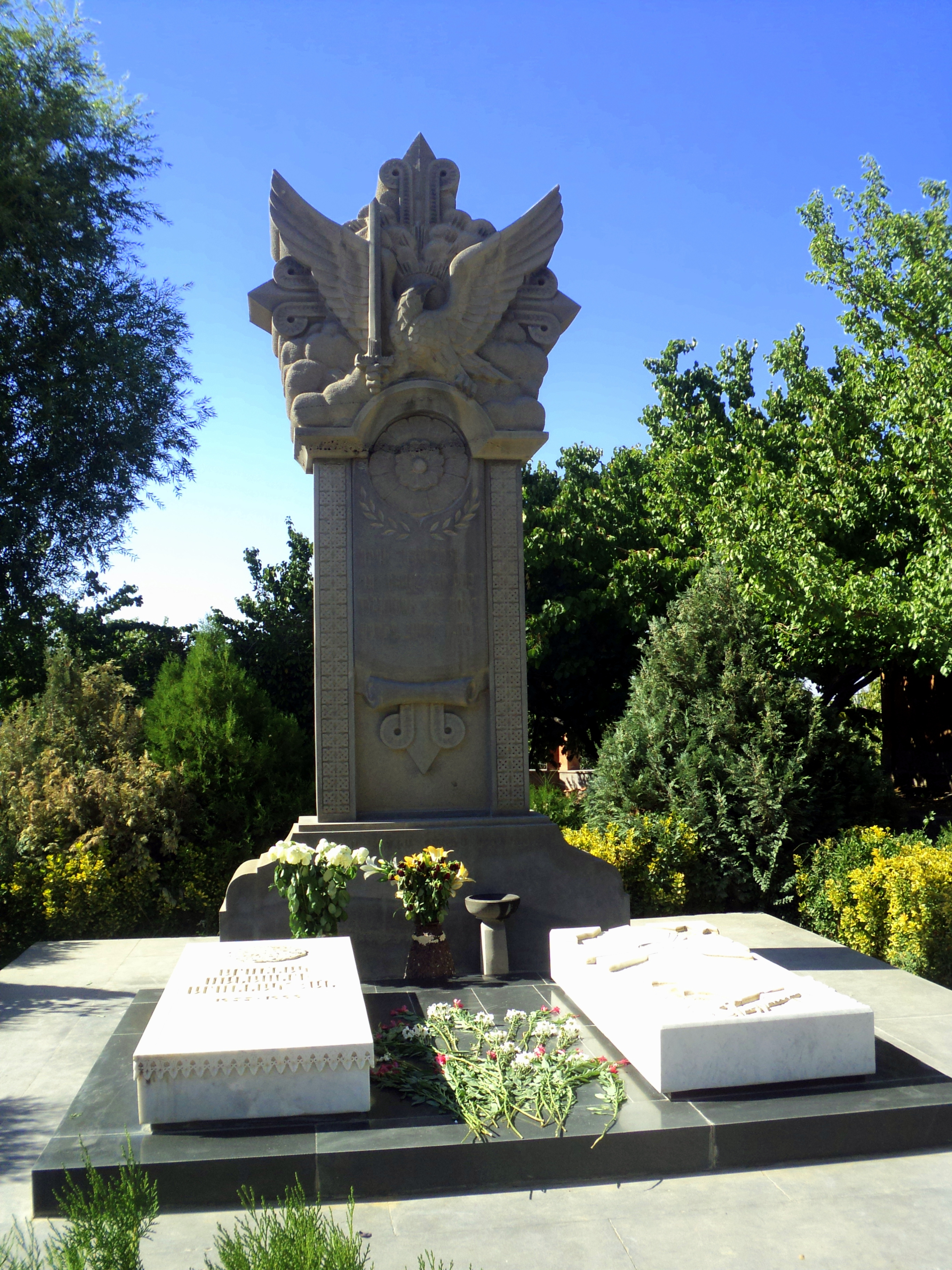
Мемориальный камень у церкви Святой Богородицы
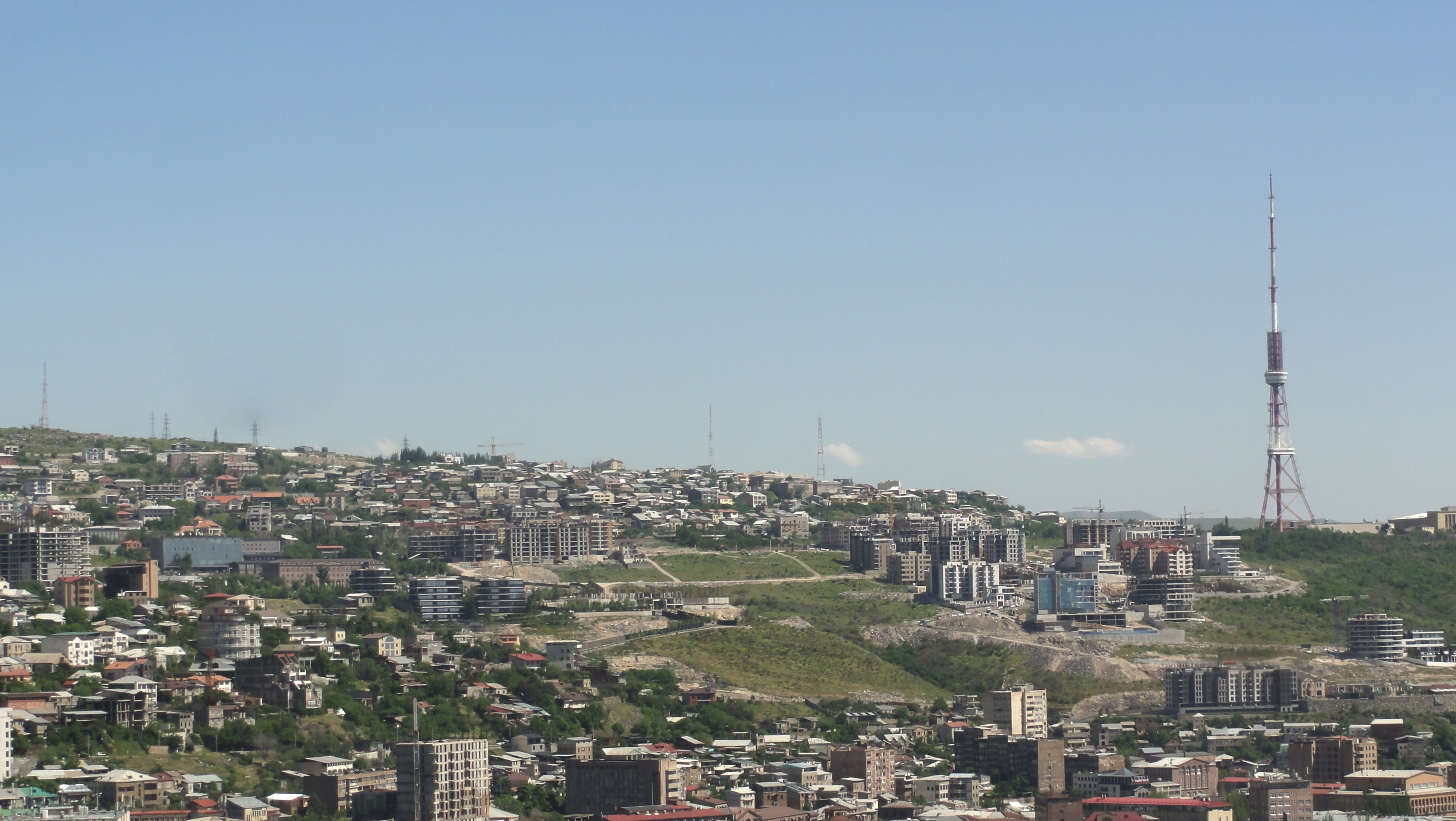
Вид на Норк-Мараш со стороны Каскада